# II-27
Die II-27 (bulgarisch Републикански път ІІ-27 Republikanski pat II-27, „Republikstraße II-27“) ist eine Hauptstraße (zweiter Ordnung) in Bulgarien.

## Verlauf
Die Straße zweigt am südwestlichen Stadtrand von Nowi Pasar (bulgarisch Нови Пазар) von der Straße I-2 ab und führt durch die Stadt, die sie im Norden verlässt und von der sie nach Pamuktschij weiterführt. Dort biegt sie nach Osten ab und erreicht Setschischte (Сечище). Sie setzt sich nach Nordosten durch Preselka (Преселка) und Traniza (Тръница) nach Iswornik (Изворник) fort, vereinigt sich in Stefan Karadscha (Стефан Караджа) mit der Straße III-207 und erreicht Tscherwenzi (Червенци) und die Hochfläche der Dobrudscha. Hier wendet sie sich wieder nach Osten und führt durch Bdinzi (Бдинци), Wladimirowo (Владимирово) und Orlowa mogila (Орлова могила), Dolina (Долина) und Odrinzi (Одринци) an die Ringstraße von Dobritsch (bulgarisch Добрич) II-97, der sie auf deren Südteil folgt. Südöstlich der Stadt verlässt sie die Ringstraße wieder. Sie setzt sich nach Ostsüdosten und Südosten über Primorzi (Приморци), Senokos (Сенокос) und Sokolowo (Соколово) fort, kreuzt die Fernstraße I-9 und führt zum Schwarzmeerhafen Baltschik (bulgarisch Балчик), wo sie in der Nähe des  Hafens endet.